# Tertinius Vitalis
Tertinius Vitalis (sein Praenomen ist nicht bekannt) war ein im 3. Jahrhundert n. Chr. lebender Angehöriger der römischen Armee.
Durch eine Inschrift, die in der Colonia Ulpia Traiana gefunden wurde, ist belegt, dass Vitalis Soldat und librarius praefecti in der Legio XXX Ulpia Victrix Severiana Alexandriana war. Er weihte den Altar dem Iupiter Optimus Maximus Conservator.
Die Inschrift ist auf den 26. April 232 datiert. Laut Marcus Reuter sah P. Herz in dem Tagesdatum einen sicheren Bezug zum römischen Kaiserkult. Allerdings liegt kein sicherer Zusammenhang mit dem damals regierenden Kaiser Severus Alexander vor, da dessen dies natalis (Geburtstag) und dies imperii (Tag des Regierungsantrittes) auf andere Tage fielen. Daher käme möglicherweise ein Bezug zu einem der Vorgänger in Frage, zum Beispiel zu Mark Aurel (161–180), den die severische Dynastie als ihren Stammvater ausgab und dessen Geburtstag der 26. April war. Alternativ könnte aber auch ein truppeninterner Anlass für die Aufstellung des Weihaltars in Frage kommen, womit das Datum keine weitere Bedeutung hätte.